# نادي الأحرار
نادي الأحرار الرياضي هو فريق كرة قدم عراقي مقره في واسط، يلعب في الدوري العراقي الدرجة الثالثة.

## روابط خارجية
- نادي الأحرار على موقع Goalzz.com
- أندية العراق - تواريخ التأسيس